# Bélâbre
Bélâbre ist eine französische Gemeinde mit 926 Einwohnern (Stand: 1. Januar 2022) im Département Indre in der Region Centre-Val de Loire; sie gehört zum Arrondissement Le Blanc und zum Kanton Saint-Gaultier. Die Einwohner werden Bélabrais genannt.

## Geographie
Die Gemeinde Bélâbre liegt im Regionalen Naturpark Brenne an der Grenze zum Département Vienne, elf Kilometer südöstlich von Le Blanc am Fluss Anglin, in den hier die Allemette fließt. Umgeben wird Bélâbre von den Nachbargemeinden Ruffec im Norden, Ciron im Nordosten, Chalais im Osten, Lignac im Süden, Liglet und Saint-Hilaire-sur-Benaize (Berührungspunkt) im Südwesten, Mauvières im Westen sowie Le Blanc im Nordwesten.

## Bevölkerungsentwicklung
| Jahr                       | 1962 | 1968 | 1975 | 1982 | 1990 | 1999 | 2006 | 2013 | 2020 |
| Einwohner                  | 1277 | 1336 | 1260 | 1067 | 1062 | 1029 | 969  | 1019 | 934  |
| Quellen: Cassini und INSEE |      |      |      |      |      |      |      |      |      |

## Sehenswürdigkeiten
- Kirche Saint-Blaise
- Kirche Notre-Dame im Ortsteil Jovard
- Grammontenserpriorat